# Caldo de awara
El caldo de awara (Bouillon d'awara en francés y Bouyon Wara en criollo guayanés), es un típico platos criollos de Guayana. Que consiste en un gran número de ingredientes vinculados por la pulpa de la fruta de awara, longitud reducida de antemano en una olla.
Se prepara tradicionalmente durante las celebraciones del Pascua y se come el domingo de Pascua. Este es un plato cuya preparación lleva mucho tiempo llegando hasta 36 horas.
Un proverbio dice : "Si comes el caldo de awara, que vuelvas a Guayana."

## Leyenda
De acuerdo con una leyenda, una princesa criolla (guayanés) estaba enamorada de un hombre blanco. Su familia no quería a este, ella se ofreció a hacer un plato en el que haría todo Guayana. Si el niño amaba el plato, los dos amantes podrían unirse. La familia estuvo de acuerdo, al niño le encantó la comida y la niña y el joven se casaron.